# Wansan-gu
Wansan-gu là một quận không tự trị của thành phố Jeonju ở Jeolla Bắc, Hàn Quốc.

## Phân cấp hành chính
Wansan-gu được chia thành 18 phường (dong).
|                 | Hangul    | Hanja    |
| --------------- | --------- | -------- |
| Jungang-dong    | 중앙동    | 中央洞   |
| Pungnam-dong    | 풍남동    | 豊南洞   |
| Nosong-dong     | 노송동    | 老松洞   |
| Wansan-dong     | 완산동    | 完山洞   |
| Dongseohak-dong | 동서학동  | 東棲鶴洞 |
| Seoseohak-dong  | 서서학동  | 西棲鶴洞 |
| Junghwasan-dong | 중화산1동 | 中華山洞 |
| Junghwasan-dong | 중화산2동 | 中華山洞 |
| Seosin-dong     | 서신동    | 西新洞   |
| Pyeonghwa-dong  | 평화1동   | 平和洞   |
| Pyeonghwa-dong  | 평화2동   | 平和洞   |
| Samcheon-dong   | 삼천1동   | 三川洞   |
| Samcheon-dong   | 삼천2동   | 三川洞   |
| Samcheon-dong   | 삼천3동   | 三川洞   |
| Hyoja-dong      | 효자1동   | 孝子洞   |
| Hyoja-dong      | 효자2동   | 孝子洞   |
| Hyoja-dong      | 효자3동   | 孝子洞   |
| Hyoja-dong      | 효자4동   | 孝子洞   |